# سياسات الفضاء الخارجي
تشمل سياسات الفضاء الخارجي معاهدات الفضاء وقانون الفضاء والتعاون الدولي والصراع في استكشاف الفضاء والاقتصاد الدولي والتأثير السياسي الافتراضي لأي اتصال بذكاء فضائي.
ينبع علم السياسة الفلكية من الجغرافيا السياسية وهي نظرية تُستخدم للفضاء بمعناه الأوسع.
أحد الجوانب المهمة لجغرافيا سياسية الفضاء هو منع التهديد العسكري للأرض من الفضاء الخارجي.
أدى التعاون الدولي في مشاريع الفضاء إلى إنشاء وكالات فضاء وطنية جديدة. بحلول عام 2005 كان هناك 35 وكالة فضاء مدنية وطنية.

## المعاهدات والسياسات المتعلقة بالفضاء الخارجي

### معاهدة الفضاء الخارجي
معاهدة الفضاء الخارجي، رسميًا معاهدة المبادئ المنظمة لأنشطة الدول في استكشاف واستخدام الفضاء الخارجي، بما في ذلك القمر والأجرام السماوية الأخرى، هي معاهدة متعددة الأطراف تشكل أساس قانون الفضاء الدولي. تم التفاوض عليها وصياغتها تحت رعاية الأمم المتحدة، ووقعت عليها في البداية الولايات المتحدة والمملكة المتحدة والاتحاد السوفيتي في 27 يناير 1967، ودخلت حيز التنفيذ في 10 أكتوبر 1967. اعتبارًا من مارس 2023، تشمل المعاهدة 113 دولة مشاركة - بما في ذلك جميع الدول الرئيسية التي ترتاد الفضاء - و23 دولة أخرى موقعة.
دُفعت معاهدة الفضاء الخارجي بتطوير الصواريخ الباليستية العابرة للقارات في خمسينات القرن العشرين، والتي يمكن أن تضرب أهدافًا من الفضاء الخارجي. أدى إطلاق الاتحاد السوفيتي لأول قمر صناعي، سبوتنيك، في أكتوبر 1957، تلاه سباق تسلح لاحق مع الولايات المتحدة، إلى تسريع المقترحات لحظر استخدام الفضاء الخارجي لأغراض عسكرية. في 17 أكتوبر 1963، تبنت الجمعية العامة للأمم المتحدة بالإجماع قرارًا يحظر استخدام أسلحة الدمار الشامل في الفضاء الخارجي. تمت مناقشة العديد من المقترحات الخاصة بمعاهدة الأسلحة في الفضاء الخارجي خلال جلسة للجمعية العامة في ديسمبر 1966، وبلغت ذروتها في صياغة واعتماد معاهدة الفضاء الخارجي في يناير من العام التالي.
تشمل الأحكام الرئيسية لمعاهدة الفضاء الخارجي حظر الأسلحة النووية في الفضاء؛ وحصر استخدام القمر وجميع الأجرام السماوية الأخرى في الأغراض السلمية؛ وتأكيد أن الفضاء يجب استكشافه واستخدامه بحرية من قبل جميع الدول؛ ومنع أي دولة من المطالبة بالسيادة على الفضاء الخارجي أو أي جرم سماوي. على الرغم من أن المعاهدة تحظر إنشاء قواعد عسكرية، واختبار الأسلحة وإجراء مناورات عسكرية على الأجرام السماوية، لا تحظر صراحة جميع الأنشطة العسكرية في الفضاء، ولا إنشاء قوات فضائية عسكرية أو وضع أسلحة تقليدية في الفضاء. بين عامي 1968 و1984، قادت معاهدة الفضاء الخارجي إلى أربع اتفاقيات إضافية: قواعد لتنظيم الأنشطة على القمر، ومسؤولية الأضرار التي تسببها المركبات الفضائية، والعودة الآمنة لرواد الفضاء الذين توفوا في الفضاء، وتسجيل المركبات الفضائية.
قدمت معاهدة الفضاء الخارجي العديد من الاستخدامات العملية وكانت الحلقة الأكثر أهمية في سلسلة الترتيبات القانونية الدولية للفضاء من أواخر خمسينات حتى منتصف ثمانينات القرن العشرين. كانت معاهدة الفضاء الخارجي في قلب «شبكة» من المعاهدات الدولية والمفاوضات الاستراتيجية لتحقيق أفضل الظروف المتاحة للأمن العالمي من الأسلحة النووية. تنص معاهدة الفضاء الخارجي أيضًا أن الفضاء هو منطقة للاستخدام المجاني والاستكشاف من قبل الجميع و«يجب أن يكون مجالًا للبشرية جمعاء». بالاعتماد بشكل كبير على معاهدة أنتاركتيكا (القارة القطبية الجنوبية) لعام 1961، تركز معاهدة الفضاء الخارجي أيضًا على تنظيم أنشطة معينة ومنع المنافسة غير المقيدة التي يمكن أن تؤدي إلى صراع. بالتالي، فإن المعاهدة غير واضحة أو لا تشمل إلى حد كبير الأنشطة الفضائية المُطورة حديثًا مثل التعدين على القمر والكويكبات. مع ذلك، فإن معاهدة الفضاء الخارجي هي الصك القانوني الأول والأكثر أهمية لقانون الفضاء، ولا تزال مبادئها الأوسع لتعزيز الاستخدام المدني والسلمي للفضاء تدعم المبادرات متعددة الأطراف في الفضاء، مثل محطة الفضاء الدولية وبرنامج أرتميس.

### معاهدة القمر
الاتفاقية المنظمة لأنشطة الدول على القمر والأجرام السماوية الأخرى، والمعروفة باسم معاهدة القمر أو اتفاقية القمر، هي معاهدة متعددة الأطراف تحول الولاية القضائية لجميع الأجرام السماوية (بما في ذلك المدارات حول هذه الأجسام) إلى الدول المشاركة. بالتالي، فإن جميع الأنشطة ستكون متوافقة مع القانون الدولي، بما في ذلك ميثاق الأمم المتحدة.
لم يتم التصديق على معاهدة القمر من قبل أي دولة تطلق رحلات فضائية بشرية خاصة بها (مثل الولايات المتحدة أو روسيا (الاتحاد السوفيتي في السابق) أو جمهورية الصين الشعبية) منذ إنشائها في 18 ديسمبر 1979، وبالتالي ليس لها صلة تُذكر بالقانون الدولي. اعتبارًا من يناير 2022 شملت المعاهدة 18 دولة مشاركة.

### اتفاقيات أرتميس
تعتمد اتفاقيات أرتميس على عدد من المعاهدات التي تؤثر على سلوك الدول وصناعاتها التجارية في استكشاف واستخدام الفضاء، بما في ذلك معاهدة الفضاء الخارجي لعام 1967، واتفاقية المسؤولية الفضائية لعام 1972، ومعاهدة التوثيق لعام 1975. صرحت وكالة ناسا أنه قيادة برنامج أرتميس، ستستعد الأطراف الدولية المشاركة لمهمة بشرية تاريخية إلى المريخ وستلعب دورًا رئيسيًا في تحقيق وجود مستدام وقوي على القمر. يتطلب أساس اتفاقية أرتميس إجراء جميع الأنشطة للأغراض السلمية، بما يتفق مع مبادئ معاهدة الفضاء الخارجي. لا يهدف التعاون الدولي بموجب اتفاقية أرتميس إلى تعزيز استكشاف الفضاء فحسب، بل يهدف أيضًا إلى تعزيز العلاقات السلمية بين الدول.